# マティアス・ベニテス
マティアス・ベニテス（Matías Benítez、1988年5月16日 - ）は、スーペル・ラグビー・アメリカス、ペニャロール・ラグビーに所属するラグビーユニオン選手。

## プロフィール
- ウルグアイ出身[1]。
- ポジションはプロップ(PR)。
- 身長 181cm、体重 115kg
- U20ウルグアイ代表に選ばれたことがある[2]。
- ウルグアイ代表キャップは45（2025年2月現在）でラグビーワールドカップ2023のウルグアイ代表に選ばれた[3]。

## 略歴
2021年、ペニャロールに加入。